# Isle of Man TT 1969
Isle of Man TT 1969 je bila četrta dirka motociklističnega prvenstva v sezoni 1969. Potekala je na dirkališču Isle of Man.

## Razred 500 cm³
| Poz | Dirkač           | Št | Država              | Moštvo    | Hitrost    | Čas       | Točke |
| --- | ---------------- | -- | ------------------- | --------- | ---------- | --------- | ----- |
| 1   | Giacomo Agostini |    | Italija             | MV Agusta | 104.75 mph | 2:09.40.2 | 8     |
| 2   | Alan Barnett     |    | Združeno kraljestvo | Metisse   | 98.28 mph  | 2:18.12.6 | 6     |
| 3   | Tom Dickie       |    | Združeno kraljestvo | Seeley    | 97.92 mph  | 2:18.44.2 | 4     |
| 4   | Derek Woodman    |    | Združeno kraljestvo | Seeley    | 97.69 mph  | 2:19.03.4 | 3     |
| 5   | John Findlay     |    | Združeno kraljestvo | Norton    | 96.17 mph  | 2:21.15.6 | 2     |
| 6   | Ron Chandler     |    | Združeno kraljestvo | Seeley    | 95.87 mph  | 2:21.42.8 | 1     |

## Razred 350 cm³
| Poz | Dirkač           | Št | Država              | Moštvo    | Hitrost    | Čas       | Točke |
| --- | ---------------- | -- | ------------------- | --------- | ---------- | --------- | ----- |
| 1   | Giacomo Agostini |    | Italija             | MV Agusta | 101.81 mph | 2:13.25.4 | 8     |
| 2   | Brian Steenson   |    | Združeno kraljestvo | Aermacchi | 94.60 mph  | 2:23.36.4 | 6     |
| 3   | Jack Findlay     |    | Avstralija          | Aermacchi | 93.89 mph  | 2:24.41.2 | 4     |
| 4   | Tom Dickie       |    | Združeno kraljestvo | Seeley    | 92.90 mph  | 2:26.13.0 | 3     |
| 5   | Terry Grotefeld  |    | Združeno kraljestvo | Seeley    | 92.58 mph  | 2:26.44.0 | 2     |
| 6   | Selwyn Griffiths |    | Združeno kraljestvo | AJS       | 90.89 mph  | 2:29.27.6 | 1     |

## Razred 250 cm³
| Poz | Dirkač           | Št | Država              | Moštvo  | Hitrost   | Čas       | Točke |
| --- | ---------------- | -- | ------------------- | ------- | --------- | --------- | ----- |
| 1   | Kel Carruthers   |    | Avstralija          | Benelli | 95.95 mph | 2:21.35.2 | 8     |
| 2   | Frank Perris     |    | Združeno kraljestvo | Suzuki  | 93.69 mph | 2:24.59.4 | 6     |
| 3   | Santiago Herrero |    | Španija             | Ossa    | 92.82 mph | 2:26.21.0 | 4     |
| 4   | Mick Chatterton  |    | Združeno kraljestvo | Yamaha  | 91.96 mph | 2:29.01.0 | 3     |
| 5   | Frank Whiteway   |    | Združeno kraljestvo | Suzuki  | 90.13 mph | 2:30.41.4 | 2     |
| 6   | Derek Chatterton |    | Združeno kraljestvo | Yamaha  | 89.51 mph | 2:31.46.0 | 1     |

## Razred 125 cm³
| Poz | Dirkač          | Št | Država              | Moštvo    | Hitrost   | Čas       | Točke |
| --- | --------------- | -- | ------------------- | --------- | --------- | --------- | ----- |
| 1   | Dave Simmonds   |    | Združeno kraljestvo | Kawasaki  | 91.08 mph | 1:14.34.6 | 8     |
| 2   | Kel Carruthers  |    | Avstralija          | Aermacchi | 84.43 mph | 1:20.27.2 | 6     |
| 3   | Garry Dickinson |    | Združeno kraljestvo | Honda     | 83.67 mph | 1:21.10.6 | 4     |
| 4   | Steve Murray    |    | Združeno kraljestvo | Honda     | 83.24 mph | 1:21.36.2 | 3     |
| 5   | John Kiddie     |    | Združeno kraljestvo | Honda     | 81.05 mph | 1:23.48.0 | 2     |
| 6   | C.Ward          |    | Združeno kraljestvo | Bultaco   | 80.58 mph | 1:24.17.8 | 1     |